# 清华街 (北京)
清华街是位于中国北京市东城区南部的一条胡同。

## 简介
清华街东起磁器口大街，西到鲁班胡同。因清化寺而得名。该街清朝时称“清化寺街”。1965年，清化寺街、明因寺街、椅子圈胡同、幸福胡同、北水道子、山佑夹道合并，统称“清华街”。2000年扩建两广路时，清华街被部分拆除。
清化寺始建于明朝宣德七年。《宸垣识略》载：“清化寺，在正东坊，三里河阳。明宣德壬子，奉圣夫人东安里王妙秀，命其弟义勇后卫百户荣，以赐金买保安寺基，即蔬圃为寺，今存。其街即以寺得名。”